# Koungou
Pour les articles homonymes, voir Koungou (Burkina Faso).
« Longoni » redirige ici. Pour les autres significations, voir Longoni (homonymie).
Koungou [kuŋɡu] est une commune française située dans le département et région d'outre-mer de Mayotte qui abrite 32 156 habitants en 2017. C'est la deuxième commune la plus peuplée de Mayotte. Ses habitants sont appelés les Kounguais.

## Géographie
La commune de Koungou, située au nord-est de l'île, est limitrophe du chef-lieu Mamoudzou. Elle est composée (du nord au sud) de six « villages » (quartiers) : Longoni, Kangani, Trévani, Koungou, Majicavo Koropa (anciennement Majicavo II) et Majicavo Lamir (anciennement Majicavo I).

### Longoni
Longoni a été créé par des populations venant du Nord de Mayotte notamment mtsahara.

Il abrite le seul port marchand de Mayotte, ce qui lui confère un rôle capital dans l'activité économique de l'île. Le port est géré par l'entreprise Mayotte Channel Gateway dans le cadre d'une délégation de service public du conseil départemental.

### Kangani
Kangani est un des villages les plus calmes et paisible de la commune mais aussi de l'île.

### Trévani
Trévani comporte notamment un vaste complexe hôtelier et balnéaire.

### Koungou
La mairie de la commune s'y situe.
Il y a le collège Frédéric d'Achery (nommé en hommage à un ancien maire de la commune) et cinq écoles primaires.
Ce village abrite également :
- un bureau de poste[3] ;
- un terrain de football ;
- un plateau polyvalent et un centre associatif ;
- la bibliothèque municipale ;
- le poste de la police municipale ;
- une carrière ETPC.

### Majicavo Koropa

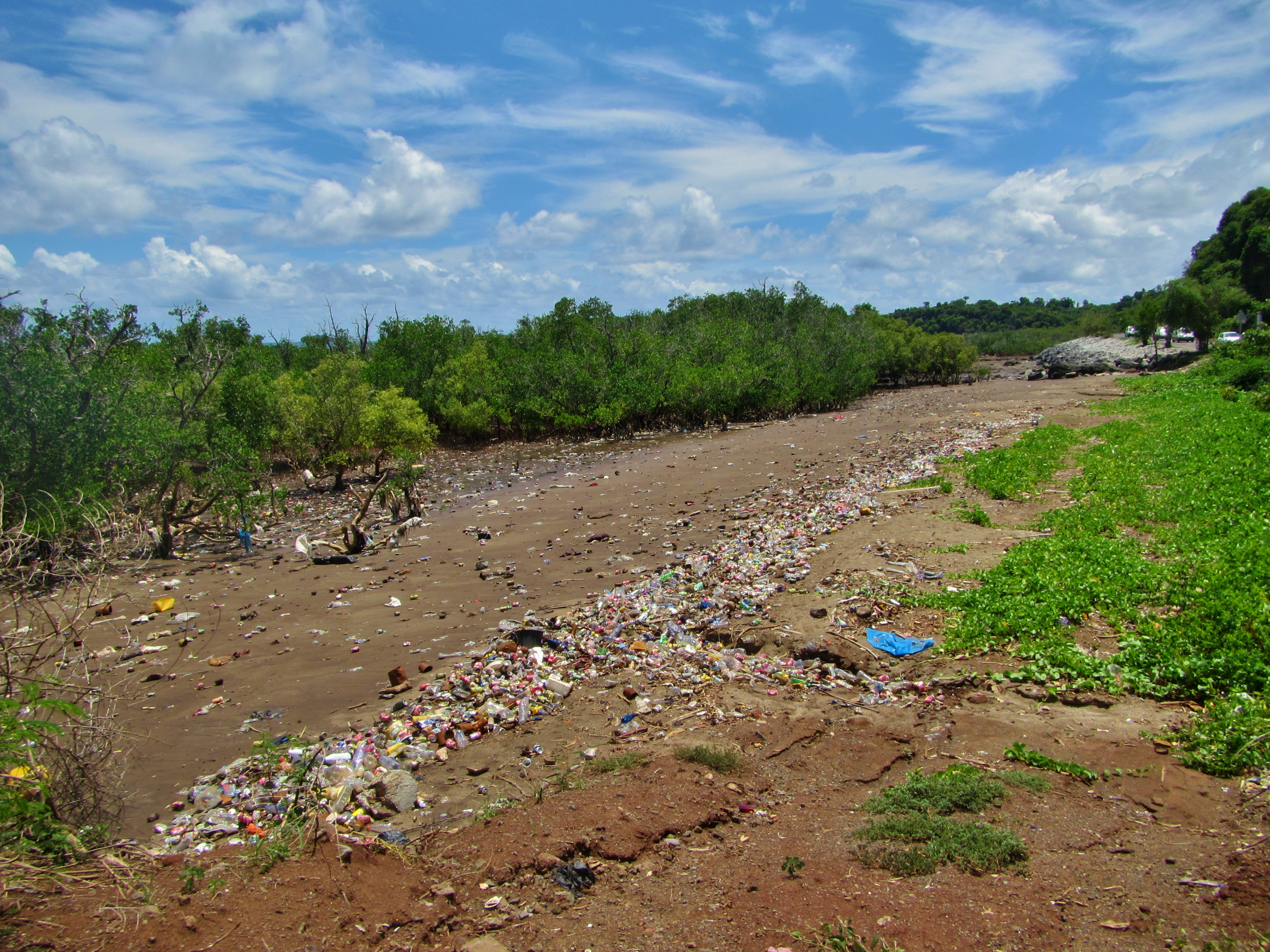
La plage d'arrière-mangrove de Majicavo, en janvier 2017. Plusieurs campagnes de nettoyage s'y sont succédé, mais l'afflux d'ordures demeure préoccupant, et la sensibilisation environnementale insuffisante.

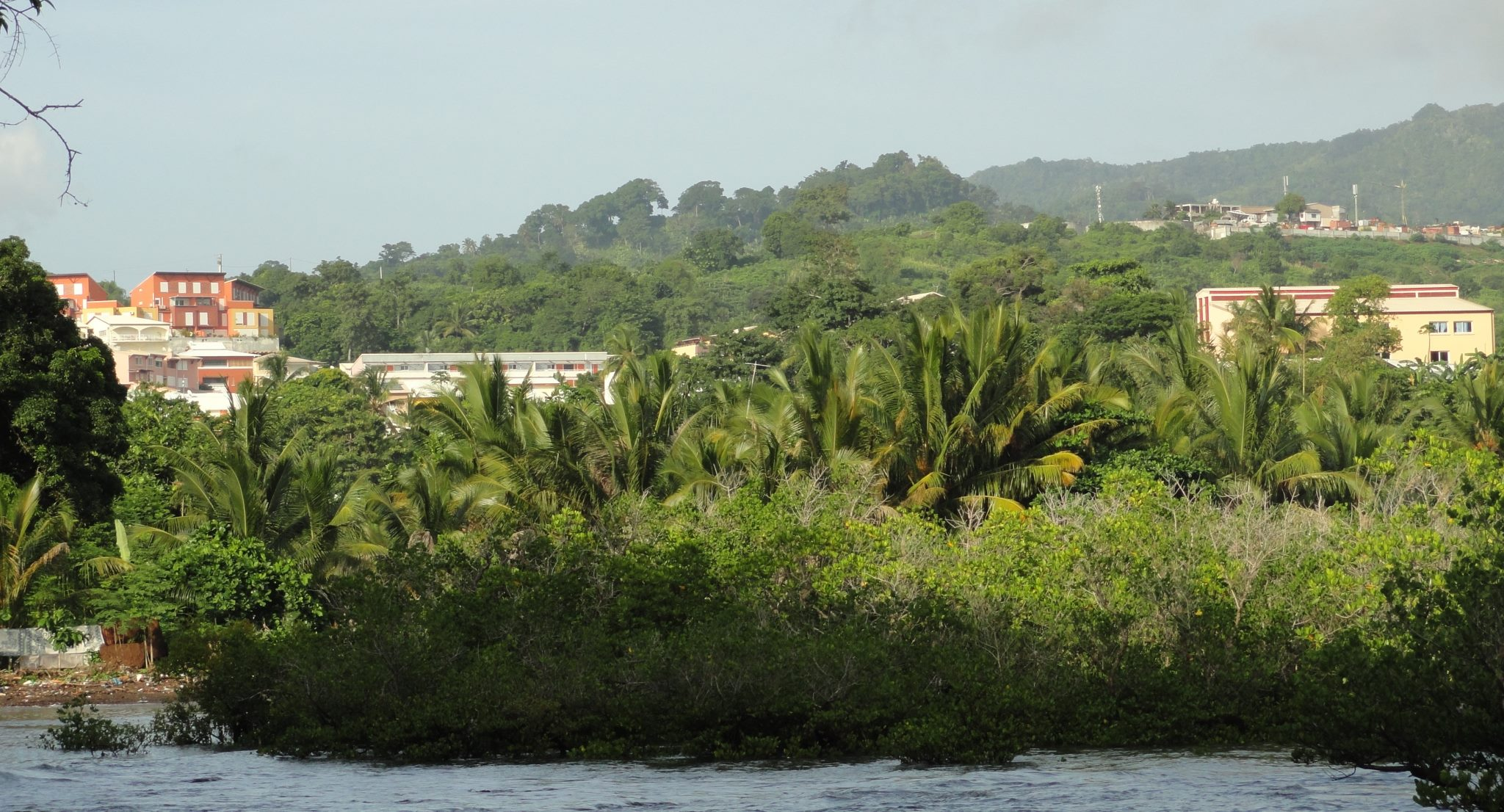
Les Trois-Vallées depuis la plage.

Ce village est constitué de deux zones :
- Majicavo Dagoni qui représente la partie nord du village, quartier ancien et historique du village de Majicavo Koropa. On y retrouve principalement la mosquée du vendredi à Mbalalanga ainsi que des habitations qui quant à elles sont surplombées par la carrière ETPC ;
- Majicavo Dubaï (ou Bandrajou), comme son nom l'indique, cette partie regroupe la partie commerciale de la ville. D'une clientèle provenant de toute l'île, son importance est encore renforcée par la forte démographie, souvent dans des cases insalubres. Ce n'est que depuis la mort d'un jeune garçon de 5 ans en janvier 2017 que les autorités tentent de trouver des solutions.

### Majicavo Lamir
Majicavo Lamir tient son nom de son fondateur Ali Amir qui y a résidé et qui l'a fondée. C'est le fils d'Amir Ridjali l'un des fondateurs du village de M'Tsangamouji. Étant malgachophone le nom du village était connu sous le nom de Tsisi Rano ou Tsi Rano avant de devenir Majicavo.Propriétaire depuis sa fondation, le petit village a vu arriver plusieurs familles venues d'ailleurs et ne cesse de grandir. Il s'est notamment développé depuis la construction du lotissement (Trois Vallées et Haut Vallons), du centre commercial et du centre pénitentiaire, ainsi qu'un grand collège.
Ce village est aujourd’hui divisé en deux :
- le vieux village, le Majicavo Lamir d’avant ;
- les lotissements (Trois-Vallées et les Hauts Vallons), qui abrite aujourd’hui le plus grand centre commercial de Mayotte. Trois-Vallées et les Hauts Vallons continuent leur développement. Le nombre des bâtiments ne cesse d’augmenter.

Le village de Majicavo Lamir abrite une école primaire, un collège, une école maternelle, une école privée laïque, le Stade de Majicavo, ainsi que quelques écoles coraniques non déclarées qui tendent à disparaître.[réf. nécessaire].
La brigade territoriale de gendarmerie de Koungou se trouve à Majicavo Lamir, tout au sud de la commune, à la limite avec Mamoudzou.

## Urbanisme

### Typologie
Koungou est une commune urbaine, car elle fait partie des communes denses ou de densité intermédiaire, au sens de la grille communale de densité de l'Insee,,,. Elle appartient à l'unité urbaine de Mamoudzou, une agglomération intra-départementale regroupant 2 communes et 103 593 habitants en 2017, dont elle est une commune de la banlieue,.
Par ailleurs la commune fait partie de l'aire d'attraction de Mamoudzou, dont elle est une commune de la couronne. Cette aire, qui regroupe 17 communes, est catégorisée dans les aires de 200 000 à moins de 700 000 habitants,.
La commune, bordée par l'océan Indien au nord, est également une commune littorale au sens de la loi du 3 janvier 1986, dite loi littoral. Des dispositions spécifiques d’urbanisme s’y appliquent dès lors afin de préserver les espaces naturels, les sites, les paysages et l’équilibre écologique du littoral, par exemple le principe d'inconstructibilité, en dehors des espaces urbanisés, sur la bande littorale des 100 mètres, ou plus si le plan local d’urbanisme le prévoit,.

## Histoire
Koungou est l'une des anciennes localités de Mayotte. Son peuplement remonterait au Moyen Âge. la ville actuelle de Koungou est le site le plus récent. Les premiers habitants se sont installés sur le littoral, au lieu-dit Mtsanga ylang-ylang. Le site archéologique a été endommagé par la montée des eaux de l'océan aujourd'hui. Néanmoins, le professeur Liszkowski a produit des travaux de recherches qui précisent cette fondation initiale[réf. nécessaire].
Du XVIIe à la fin du XVIIIe siècle, pour fuir la traite négrière, les habitants ont quitté le littoral et se sont installés à l'intérieur des terres sur les hauteurs du lieu-dit Mjini Koungou[réf. nécessaire]. Les vestiges de cette localité existent encore aujourd'hui.
Au début du XIXe siècle, lorsque la confiance fut retrouvée, les Kounguais quittèrent Mjini Koungou pour s'installer sur le littoral au lieu-dit Badar Salama jusqu'à l'exploitation coloniale de la plaine de Koungou surnommée Lambic.
Les villages découlent des habitations des anciens travailleurs des exploitations agricoles, celles-ci allant de Mamoudzou-Kawéni jusqu'à Dzoumogné (domaines de Kongo et de Kangani). Ces exploitations au travers de plusieurs crises successives : chute du cours de la canne à sucre, les deux guerres mondiales ayant suspendu l'exportation de la production et l'importation des pièces détachées ; elles ont donc fait faillite. Mais les ouvriers sont demeurés sur place.
En 1998, les habitants de la commune de Sada ont chassé les habitants d'origine comorienne à coups de cailloux puis les ont ligotés pour les convoyer jusqu'à Mamoudzou[réf. nécessaire]. Ces bannis ont été accueillis à Koungou.

## Politique et administration
Depuis 2015, la commune est partagée entre deux cantons : celui de Bandraboua et celui de Koungou, qui ne concerne plus que l'est de la commune. Les conseillers départementaux du canton de Koungou sont Raïssa Andhum et Bourouhane Allaoui depuis mars 2015 ; ceux du canton de Bandraboua sont Issoufi Ahamada et Halima Mdallah Bamoudou.
L'ancien maire Ahmed Souffou a été révoqué en Conseil des ministres le 13 janvier 2011, à la suite d'une mise en examen pour des faits d'assistance à des étrangers en situation irrégulière, d'usage de faux et de corruption avec interdiction à partir du 3 septembre 2010 d'entrer en contact avec des employeurs de la mairie de Koungou et du 14 septembre 2010 de se rendre sur le territoire de la commune qui le privait de l'autorité morale et de la capacité physique indispensables à l'exercice de son mandat. Il fait appel de cette décision mais a été débouté en Conseil d’État le 7 novembre 2012. Avec Hénin-Beaumont et Lalevade d'Ardèche, Koungou fait donc partie des très rares communes dont le maire a été révoqué en Conseil des Ministres comme le permet la loi depuis 1982.
| Période | Période  | Identité                | Étiquette   | Qualité                                               |
| ------- | -------- | ----------------------- | ----------- | ----------------------------------------------------- |
| 1977    | 1983     | Saïdinah Daousinka      | MPM         |                                                       |
| 1983    | 1995     | Frédéric d'Achery       | RPR         |                                                       |
| 1995    | 2001     | Darmi Assani Mfoumby    |             |                                                       |
| 2001    | 2008     | Saïd Ahamadi dit "Raos" | PS puis PSM |                                                       |
| 2008    | 2011     | Ahmed Souffou           | SE          |                                                       |
| 2011    | 2012     | Andji (ou Ambdi) Moussa |             |                                                       |
| 2012    | En cours | Assani Saindou Bamcolo  | DVD         | Président de la CA du Grand Nord de Mayotte (2020 → ) |

## Population et société

### Démographie
L'évolution du nombre d'habitants est connue à travers les recensements de la population effectués dans la commune depuis 1978. À partir de 2006, les populations légales des communes sont publiées annuellement par l'Insee, mais la loi relative à la démocratie de proximité du 27 février 2002 a, dans ses articles consacrés au recensement de la population, instauré des recensements de la population tous les cinq ans en Nouvelle-Calédonie, en Polynésie française, à Mayotte et dans les îles Wallis-et-Futuna, ce qui n’était pas le cas auparavant. Pour la commune, le premier recensement exhaustif entrant dans le cadre du nouveau dispositif a été réalisé en 2002, les précédents recensements ont eu lieu en 1978, 1985, 1991 et 1997.
En 2017, la commune comptait 32 156 habitants, en augmentation de 21,4 % par rapport à 2012
| 1978  | 1985  | 1991  | 1997   | 2002   | 2007   | 2012   | 2017   |
| ----- | ----- | ----- | ------ | ------ | ------ | ------ | ------ |
| 2 362 | 3 479 | 6 046 | 10 160 | 15 383 | 19 831 | 26 488 | 32 156 |

### Sports
Dans la commune de Koungou, différents clubs sportifs évoluent dans différents domaines.
- Association Boxing Club de Koungou (BCK) créé en septembre 2016[22]
- Football Club de Koropa (F.C. KOROPA) créé en janvier 1995[23]
- Espoir Club de Longoni (E.C.L) créé en novembre 2017[24]
- Majicavo Koropa Handball Club créé en avril 2018[25]
- Football Club Ylang de Koungou (FCYK) créé en septembre 2016[26]
- Koropa Fusion créé en juillet 2011[27]
- Union Sportive et Culturelle de Kangani créée en mai 1990[28]
- Associations Jeunesse Handballeurs de Koungou (A.J.H.K) créée en janvier 2011[29]
- Union Sportive et Culturelle des Jeunes de Koungou (U.S.C.J.K) créée en 1997[30]
- Enfant du Port de Longoni (football, c'est le plus ancien club encore en activité de Longoni)
- Trévani Sport et Culture

## Économie
La commune est le deuxième lieu d'activité économique de l'île[réf. nécessaire].
La commune abrite notamment : 
- à proximité du village de Longoni :
  - le port en eaux profondes de Longoni, avec ses deux quais, ses silos à ciment, son terminal gazier et pétrolier,
  - la centrale électrique EDM,
  - le stockage des hydrocarbures,
  - la zone d'activité industrielle (fabrication de tôles, boissons, etc.) ;
- Les seules carrières de granulat et sable de l'île[réf. nécessaire], à Kangani (groupe IBS en voie d'expulsion) et à Majikavo-koropa et à Koungou (groupe ETPC) ;
- un hôtel situé sur la plage à Trévani avec des activités nautiques (plongée, excursions et croisières en catamaran, jet-ski, ski nautique).

### Port de Longoni
Avant novembre 2013, la Chambre de commerce et d'industrie de Mayotte était chargée de la gestion du port marchand. Depuis cette date, elle est confiée à la SAS Mayotte Channel Gateway (MCG) dans le cadre d'une délégation de service public du département. D'importants dysfonctionnements ont été relevés par la Cour des comptes dans la gestion et l'exploitation du port de Longoni. Dans un rapport du 8 mars 2017, la Cour fait état de carences de la part du département qui n’a pas organisé le bilan d’ouverture de la délégation et n’a pas transféré la trésorerie correspondante au délégataire. Le rapport pointe également le fait que MCG n’a transmis ni rapports annuels, ni comptes conformes à la réglementation, ni plans d’investissement.

## Lieux et monuments
- Baie de Longoni
- Plage de Trévani (hôtel trévani plage)
- Plage de Longoni
- Plage de la pointe de Koungou